# 四天流
四天流（してんりゅう）とは、熊本藩で伝承された武術の流派。
天下無双四天流とも書かれる。

## 来歴
流祖は成田清兵衛高重。鞍馬流と号し後に中条流と称した。源義経公の流を元祖とし、後に四天流剣術組討と称した。四天とは、軍陣応護の天部と云われる持国天・多聞天・増長天・広目天を指す。
開祖、成田清兵衛（1638-1718）は、寛永15年（1638年）肥前国（佐賀県）唐津に生まれ、佐々木宇平太といった。承應2年（1653年）、武者修行の為、唐津を出て廻国の途に就いた。下野国宇都宮にて、戸田流の佐々木元伯の門弟となり、居合、剣術の皆伝を受け清水甚兵衛と改名。更に諸国を廻り、これを聞いた細川綱利が大阪に立寄った成田清兵衛に対し召抱える内意を示したが、日本廻国のために之を辞した。しかし綱利も意は変わらず、再度意の次第をつたえ、寛文元年（1661年）肥後国熊本藩細川綱利に召し出された。寛文2年（1662年）知行二百石・御小姓師匠役を仰せ就き、その際に成田清兵衛と改める。武術指南の傍ら大刀の故を以って組討の法を編出し、これを四天流組討と称し剛の組討として知られることとなった。居合・剣術は他方に、組討は星野系に伝わり現在まで熊本に残っている。
四天流居合兵法目録（居合と剣術の目録）によると、「抑當流兵法之元祖 戸田清玄也」と書かれている。
同流師範は藩政時代に藩の柔術師範を務め、「四天流組討の星野道場」は同じく柔術師範を務めた「竹内三統流柔術矢野道場」「扱心流体術江口道場」とともに肥後柔術三道場として並び称され隆盛を誇った。明治・大正時代、当主の星野九門師範は伯耆流の居合、四天流の組討、楊心流の薙刀術及び棒術の達人で、熊本市新堀町にあった星野道場には幾多の門下生が集まり、昭和時代にかけて柔術、柔道、居合の実力者・高段者を輩出した。

## 流儀の特徴
四天流組討は、甲冑を身に付けた蹲踞の姿勢から、間合いを取り敵の攻撃に対して素早く反応し、その力を利用し逆らう事無く、己の身を交し、霞（幻惑）を掛け、当身を軸に体を捌き、立技から捨身を敢行し、連続的に関節技、突き、蹴り、固め技等急所を制する、極意の技が中心。
現在は、かつての格闘技柔術の影は薄れ、相手の攻撃に逆らわずその力を利用する、当身を軸に体を捌き立技から捨て身を敢行する、関節の逆を取り急所を制するといった技が中心になっている。

## 四天流に関する話

### 池田市郎の話
星野九門の高弟の池田市郎が記した四天流流の話が講道館の機関紙に掲載されている。池田市郎は星野九門より免許皆伝を受けて熊本市東寺原町に四天流組討保存会の道場を開いていた人物である。
池田市郎が星野九門に入門した時は習武所という道場名であった。星野九門は最初に「柔道は徒に人を投げ勝負に勝つのみが目的ではなく、修身学ともいうべきもので実践的倫理の実地講堂であるとの考を以て修行せねばならぬ。」と教えた。習武所は後に星野體術道場と改称された。四天流は伝書には源義経を祖として鞍馬流、中條流と呼び後世に星野家に伝わり俗に星野琉と言われるようになった。四天流は組討を最重要視しており、これにより池田市郎は四天流組討保存会という名称で活動していた。
四天流組討の基本となる表組は一見極めて平易のようであるが鍛錬を積む毎に深潭の意義があった。表組に対して裏があり、他に仕合組という組討の際に応用する技があった。入門してから二か月余りはこれを十分に練習してから乱取を許された。組討は先輩から稽古をつけてもらう以外、相互の稽古は絶対にできなかった。基礎となるべき技を徹底的に咀嚼了解し殆ど嫌気がさすまでやり、その潮時において乱取を許す。四天流の投技の中に「後投げ」という捨身技の掬い投げがあった。「後投げ」は敵の背後から組み付き我が体を仰向けに捨てながら腰を刎ねて敵を倒す技であり大決断を以て行わなければできず、また敵に打撃を与える程度も酷く投げられる者も薄気味悪い感じがするというものであった。

## 四天流組討の形
四天流組討形は3種の形で構成される。赤身より習得し、風身、空身へと修行を進める。それぞれの技は、当身・投げの「表」と極め・止めの「裏」によって構成されている。
星野龍介の代と星野九門の代とでは、形の順番が異なっている。星野龍介や星野如雲が出した組討目録によると赤身は、骨のあたり,腕捻り,肮のうけ,廻り腕,逆ぬけ,朽木倒,挫きころしの七本となっており、召捕は風身の一本目となっているが、星野九門が出した目録では朽木倒、挫きころしが風身に、召捕が赤身の最後に入っている。
また、星野九門が明治時代に出した組討目録には、赤身と風身の間に各左右ある仕合組（胸取、双手胸取、息合引、猿廻、前投、後投）が入っているものが存在している。
時代や師範によって一部の形名の表記が異なる。
四天流組討の形を習得すると組討目録が授けられ、引き続き練習し人格高潔衆人の敬慕するに至ったことを認められた人には四天流組討免状が与えられる。組討免状は所謂免許皆伝とされる。
日本古武道振興会が編纂した『日本武道流祖傳』には赤身、風身、空身についての概要が以下のように書かれている。
赤身
赤身の形は初心者のために技を集めたるもので、この形に習熟すれば他の形及び試合をするも危険なく、即ち身体手足の屈伸を容易にさせる。
風身
この形の練習は概ね相手の急所に当り倒す動作で、咄嗟の場合に機先を制して勝利を得る業である。
空身
大体の形は甲冑を帯せるものに対する動作で、いかなる動作をすれば甲冑を帯せるものに対し勝利を得ることができるか教えるものである。現在は甲冑を着る者がいないのでただ手数のみを教えている。
以上の三身の形を総合するときは、前段（赤身）は身体各部の屈伸を容易にさせ、中段（風身）は果敢即決の動作、後段（空身）は甲冑武者に対する技の施し方を練習するものである。
赤身（せきしん）6本
骨のあたり　（ほねのあたり）
腕捻り　　　（かいなひねり）
肮のうけ　　（ふえのうけ）
廻り腕　　　（まわりかいな）
逆ぬけ　　　（さかぬけ）
召捕　　　　（めしとり）
風身（ふうしん）9本
朽木倒　　　（くちきたおし）
挫きころし　（くじきころし）「拉きころし」とも書かれる。
行合大ころし（ゆきあいおおころし）
行合腕　　　（ゆきあいかいな）
籠のこぶし　（こみのこぶし）
頤詰　　　　（おとがいづめ）
腰とまり　　（こしとまり）
奏者捕　　　（そうしゃとり）
蹴あげ　　　（けあげ）
空身（くうしん）14本
八歩のあたり（はっぽのあたり）
甲組左右　　（こうくみさゆう）
眉間かくし　（まゆまかくし）
錣ひねり　　（しころひねり）
折首　　　　（おりくび）
ぬけ
逆落　　　　（さかおとし）「坂落」とも書かれる。
追かけ錣　　（おっかけしころ）
引腰　　　　（ひきごし）
左右錣　　　（さゆうしころ）
折小手　　　（おりごて）
決り　　　　（きまり）
仁王身　　　（におうしん）
多勢割　　　（たぜいわり）
仕合組（しあいぐみ）6本各左右あり
胸取
双手胸取
息合引
猿廻
前投
後投

## 四天流系譜
組討の系譜
- 成田清兵衛高重
- 西勇平治俊武
- 堀田孫衛門之實
- 星野角右衛門實員
- 関群馬経貴
- 星野龍介実壽
- 星野如雲実直
- 星野九門実則
  - 星野龍太実重
    - 星野宣敏実昭（星野家最後の師範）
    - 菊池支朗（星野道場師範助手、1911年に四天流皆伝、1914年に伯耆流居合と楊心流薙刀皆伝）
    - 三石昇八（1939年に四天流皆伝）
      - 徳永誠助
      - 井上大象
      - 田代髙造
      - 泉一則
      - 松永利雄

    - 木村三蔵（四天流、伯耆流居合、楊心流薙刀）

  - 池田市郎（四天流皆伝、四天流組討保存会）
  - 大野熊雄（四天流と伯耆流の皆伝）

## 講道館柔道形との関係性
明治39年（1906年）、柔術10流・師範20名で構成される日本武徳会柔術形制定委員会による武徳会柔術形（後に「武徳会柔道形」と改称）に際しては、同流星野九門師範が委員（委員長講道館嘉納治五郎師範）として原案作成に加わった。武徳会柔道形は講道館柔道形の一部として残るが、講道館柔道形において、四天流組討形や肥後流躰術之形と理合の共通する技を見ることが出来る。

## 現在の活動
三石昇八（みついししょうはち）の系統の四天流組討を伝える三石会（さんせきかい）が熊本県で活動している。伝統技術の研鑽練磨、会員相互の親睦を図るとともに、熊本県古武道会に加盟し、同会が開催する演武会の他、公的行事や県内柔道大会等における模範演技として形演武を行い、四天流の保存と普及に努めている。三石会では肥後流躰術も継承している。
戦後に星野家の星野宣敏が大阪府に移住し伯耆流居合と四天流を教えていたことから日本古武道協会の記録映像である『日本の古武道 伯耆流居合』で星野宣敏の門人の加納武彦が四天流組討を演武している。
四天流は昭和初期に古武道振興会に所属しており星野龍太、星野宣敏、菊池支朗、三石昇八などが各地で行われた古武道振興会主催の大会で演武している。

### 三石会
熊本県で三石昇八の系統の四天流組討を伝える三石会（さんせきかい）が活動している。三石会の名前は三石昇八から名付けられた。
三石昇八（1894-1969年）は星野九門の弟子であり1913年（大正二年）に四天流目録、1939年（昭和14年）に皆伝を得た。三石は1915年（大正四年）に講道館柔道に入門し、1933年（昭和8年）全日本柔道選手権大会で優勝した。
三石昇八は熊本市の昭武館に稽古に来ており、館長の徳永誠助、井上大象、田代髙造、泉一則、松永利雄の5人へ四天流組討と肥後流の形を教えた。1966年（昭和41年）三石昇八から井上大象、田代髙造、泉一則、松永利雄の5人へ四天流組討目録が伝授された。その後、昭武館は閉鎖され徳永誠助を中心に門下生で星門会を組織した。星門会から三石会となり現在は第11代師範の田代髙造が指導している。